# هشيش رقيق
هشيش رقيق (الاسم العلمي:Psathyrella gracilis) هو نوع من الفطريات يتبع جنس الهشيش من الفصيلة الهشيشية.